# 里奇維尤村 (加利福尼亞州)
里奇維尤村（英語：Ridgeview Village）是位於美國加利福尼亞州埃爾多拉多縣的一個非建制地區。該地的面積和人口皆未知。

## 地理
里奇維尤村的座標為38°40′10″N 121°05′05″W / 38.66944°N 121.08472°W，而該地的平均海拔高度為325米（即1066英尺）。